# Le Chevreuil chassé aux écoutes, printemps
Le Chevreuil chassé aux écoutes, printemps est un tableau réalisé par le peintre français Gustave Courbet en 1867. Cette huile sur toile de format vertical est un paysage printanier centré sur un chevreuil traversant un ruisseau dans une forêt. Il s'agit donc aussi d'une peinture animalière figurant un animal chassé. Exposée au Salon, à Paris, en 1868, l'œuvre demeure dans la collection privée d'Aristide Boucicaut jusqu'en 1888, quand elle est léguée au musée du Louvre par sa veuve, Marguerite Boucicaut. Affectée au musée d'Orsay en 1986, elle se trouve en dépôt au musée des Beaux-Arts de Nice à compter de 2014, puis au musée Courbet d'Ornans, dans le Doubs, à partir de 2024.